# Calciphila
Calciphila är ett släkte av oleanderväxter. Calciphila ingår i familjen oleanderväxter.
Kladogram enligt Catalogue of Life:
| Calciphila | \| \| Calciphila galgalensis \| \| \| \| \| \| Calciphila gillettii \| \| \| \| |
|            | \| \| Calciphila galgalensis \| \| \| \| \| \| Calciphila gillettii \| \| \| \| |
|            | Calciphila galgalensis                                                          |
|            |                                                                                 |
|            | Calciphila gillettii                                                            |
|            |                                                                                 |